# Povilla cambodjensis
Povilla cambodjensis is een haft uit de familie Polymitarcyidae. De wetenschappelijke naam van de soort is voor het eerst geldig gepubliceerd in 1920 door Ulmer.
De soort komt voor in het Oriëntaals gebied.